# اسلام‌آباد (اردل)
اسلام‌آباد یک منطقهٔ مسکونی در ایران است که در دهستان میانکوه واقع شده‌است. براساس سرشماری مرکز آمار ایران در سال ۱۳۹۵، اسلام‌آباد ۶۰ نفر جمعیت دارد.